# Kurt Goldstein (Mediziner)

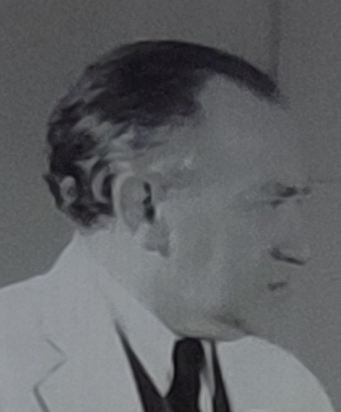

Kurt Goldstein (* 6. November 1878 in Kattowitz; † 19. September 1965 in New York) war ein deutscher, später US-amerikanischer Neurologe und Psychiater. Er gilt als Pionier der Neuropsychologie und der Psychosomatik. Goldstein wendete sich gegen eine atomistische Sichtweise auf den Menschen, die auf die zerebrale Lokalisation einzelner Gehirnfunktionen fokussierte. Stattdessen interessierte sich Goldstein bei hirnverletzten Patienten für die Kompensationsreaktionen des verbliebenen Gehirns und entwickelte so eine „ganzheitliche Neurologie“.

## Leben

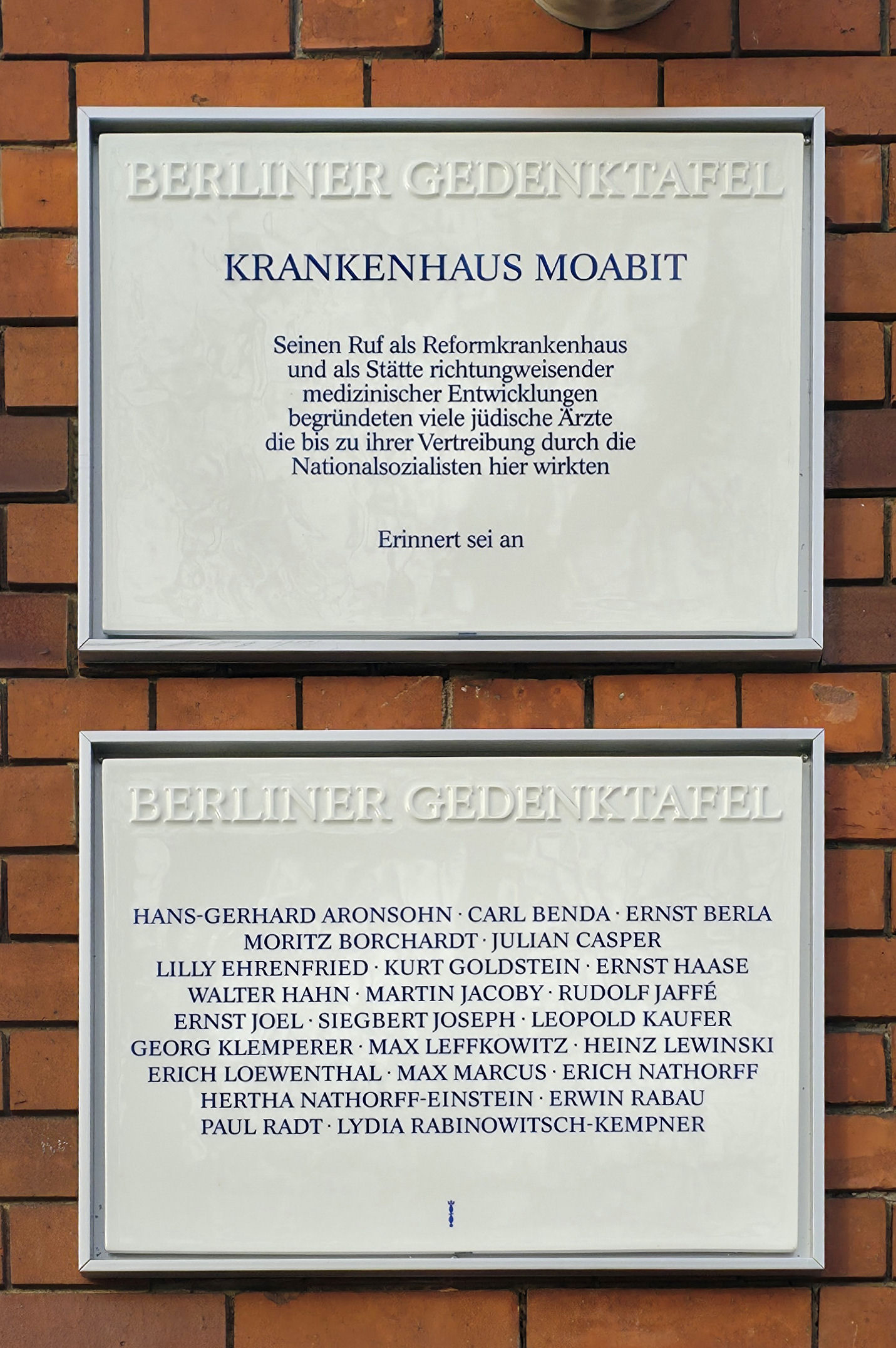
Berliner Gedenktafel am Haus, Turmstraße 21, in Berlin-Moabit

Kurt Goldstein wurde als siebtes von neun Kindern einer jüdischen Familie in Kattowitz, Oberschlesien, geboren. Sein Vater war Abraham Goldstein (1836–1902), seine Mutter Rosalie Cassirer (1845–1911), eine Tante des Philosophen Ernst Cassirer. Er erlangte 1898 am Humanistischen Gymnasium in Breslau das Zeugnis der Reife und studierte dann in Heidelberg (Sommersemester 1900) und Breslau Medizin. Während seiner Studienzeit befasste er sich mit Neuroanatomie, belegte aber auch Vorlesungen in Philosophie, Psychologie und Literaturwissenschaft.
1903 erschien seine erste Veröffentlichung in „Beiträge zur Entwicklungsgeschichte des menschlichen Gehirns“. Im selben Jahr bestand er die ärztliche Staatsprüfung und promovierte bei Carl Wernicke über „Die Zusammensetzung der Hinterstränge. Anatomische Beiträge und kritische Uebersicht“.
Nach Assistenztätigkeiten an verschiedenen Orten arbeitete er von 1906 bis 1914 in der psychiatrischen Klinik in Königsberg. 1907 habilitierte sich Goldstein dort über ein psychiatrisches Thema („Über das Realitätsurteil halluzinatorischer Wahrnehmungen“) und erhielt 1912 das Prädikat „Professor“.
Ende 1914 ging Goldstein als Abteilungsvorsteher für Pathologie an das Neurologische Institut Ludwig Edingers in Frankfurt am Main, das Teil der dort neu gegründeten Frankfurter Universität geworden war. Während des Ersten Weltkriegs arbeitete Goldstein ärztlich in mehreren Lazaretten in Frankfurt. Besonders zu erwähnen ist hierbei das Reserveteillazarett 214 speziell für Gehirnverletzte und Nervenkranke. Hier konnte Goldstein sein Interesse an einer ganzheitlichen Versorgung der hirngeschädigten Soldaten verfolgen. Er arbeitete zusammen mit dem Gestaltpsychologen Adhémar Gelb intensiv an der Therapie und Rehabilitation der Patienten.
Aus dieser Arbeit ging 1916 die Gründung des Instituts für die Erforschung der Folgeerscheinungen von Hirnverletzungen hervor, welches Goldstein bis 1930 leitete. Nach dem Tod Edingers 1918 übernahm Goldstein die kommissarische Leitung des Neurologischen Instituts. Erst 1922 wurde er zum regulären Direktor des Neurologischen Instituts ernannt, nachdem er kurz zuvor ein Extraordinariat für Neurologie verliehen bekommen hatte. 1923 erfolgte die Ernennung zum persönlichen Ordinarius für Neurologie.
In den 1920er Jahren setzte sich Goldstein für die Psychotherapie ein. Goldstein war Mitglied im Vorstand der Allgemeinen Ärztlichen Gesellschaft für Psychotherapie und wirkte 1927 als Mitbegründer der Internationalen Gesellschaft für Psychotherapie. Seine neurologischen Erkenntnisse und ganzheitliche Betrachtungsweise beeinflussten viele später bekannt gewordene Schüler und Mitarbeiter. Dazu gehörten beispielsweise die Philosophen Aron Gurwitsch und Max Horkheimer und die Psychotherapeuten S. H. Foulkes, Fritz Perls und Frieda Fromm-Reichmann. Sein wichtigster Assistent in Frankfurt war der Neurologe und Psychiater Walther Riese.
Über Fritz Perls, der 1926 für ein Jahr als Assistenzarzt bei Goldstein arbeitete, und Perls’ spätere Ehefrau Laura Perls, die bei Adhémar Gelb in Gestaltpsychologie promovierte, wurden Goldsteins Theorien zu einem grundlegenden Bestandteil der Gestalttherapie.
Goldstein stand überdies in intellektuellem Austausch mit seinem Cousin, dem Philosophen Ernst Cassirer, und mit dem protestantischen Theologen und Philosophen Paul Tillich.
Weil ihm – bei knappen städtischen Mitteln und der Bevorzugung eines anderen Hochschullehrers (des Neurologen und Psychiaters Karl Kleist) – die Einrichtung einer eigenen Bettenabteilung verwehrt wurde, wechselte Goldstein 1930 nach Berlin, wo er eine neu eröffnete neurologische Abteilung am Krankenhaus Moabit übernehmen konnte.
Doch schon am 1. April 1933, zwei Monate nach Hitlers „Machtergreifung“, wurden Goldstein und viele seiner Kollegen in einer „Aufräumaktion“ von Mitgliedern der SA ins sogenannte „wilde“ Konzentrationslager in der General-Pape-Straße verschleppt und dort misshandelt. Anders als mehrere seiner Kollegen überlebte Goldstein die Torturen, wurde aber zur Emigration gezwungen. Er floh mit dem Zug nach Zürich und nach etwa einem halben Jahr, in dem er u. a. Reisen in die Nachbarländer Italien und Frankreich unternahm, weiter nach Amsterdam. Die Rockefeller Foundation unterstützte ihn ein Jahr lang in Amsterdam, wo er sein Hauptwerk Der Aufbau des Organismus schrieb, das 1934 im niederländischen Exil in deutscher Sprache veröffentlicht wurde (es erschien leicht überarbeitet 1939 in Englisch). Im Januar 1935 emigrierte Goldstein in die USA und nahm 1941 die US-amerikanische Staatsbürgerschaft an. Ab 1936 arbeitete er als Professor für klinische Psychiatrie (ohne Gehalt) an der Columbia University, New York und als Leiter des neuen neurophysiologischen Labors am Montefiore Hospitals. 1938/39 war er Gastprofessor an der Harvard University und von 1940 bis 1945 Klinischer Professor für Neurologie an der Tufts College Medical School, Boston. Ab 1945 war Goldstein wieder in New York, eröffnete eine Privatpraxis und lehrte an verschiedenen Institutionen. 1959 wurde er in die American Academy of Arts and Sciences gewählt.
1905 heiratete er Ida Zuckermann und hatte mit ihr drei Töchter. Er ließ sich 1934 von Ida scheiden und heiratete im August desselben Jahres die Psychologin und Neurologin Eva Rothmann. Eva Rothmann beging 1960 Suizid nach jahrelanger depressiver Erkrankung.
Kurt Goldstein verstarb 1965, nachdem er drei Wochen zuvor einen Schlaganfall erlitten hatte.
Auf einer Wiese nahe dem Eingang zu Haus 95, dem Gebäude der Neurologie und Neurochirurgie auf dem Gelände des Universitätsklinikums der Goethe-Universität, erinnert eine Stele an Kurt Goldstein.

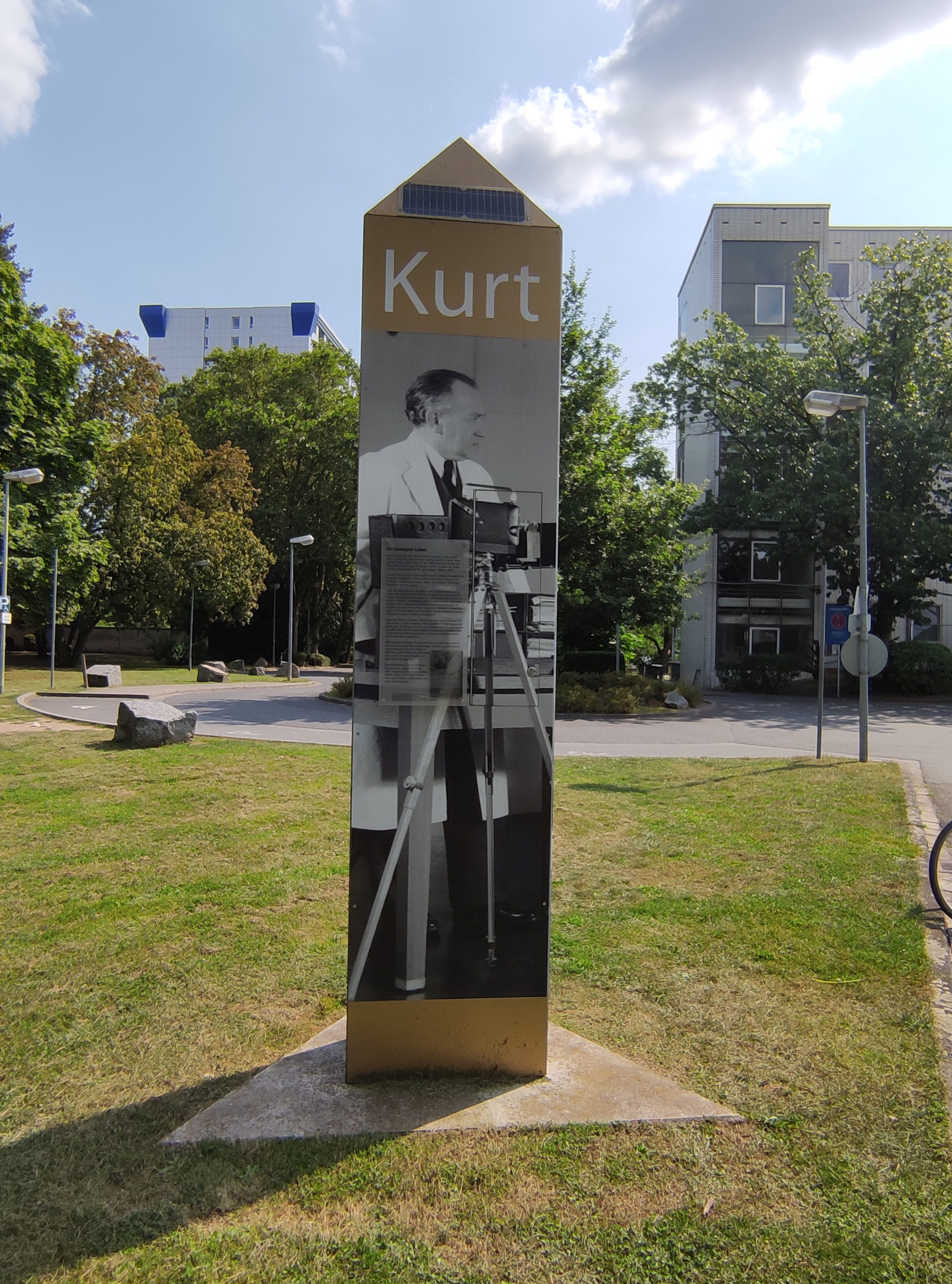
Stele zum Gedenken an Kurt Goldstein
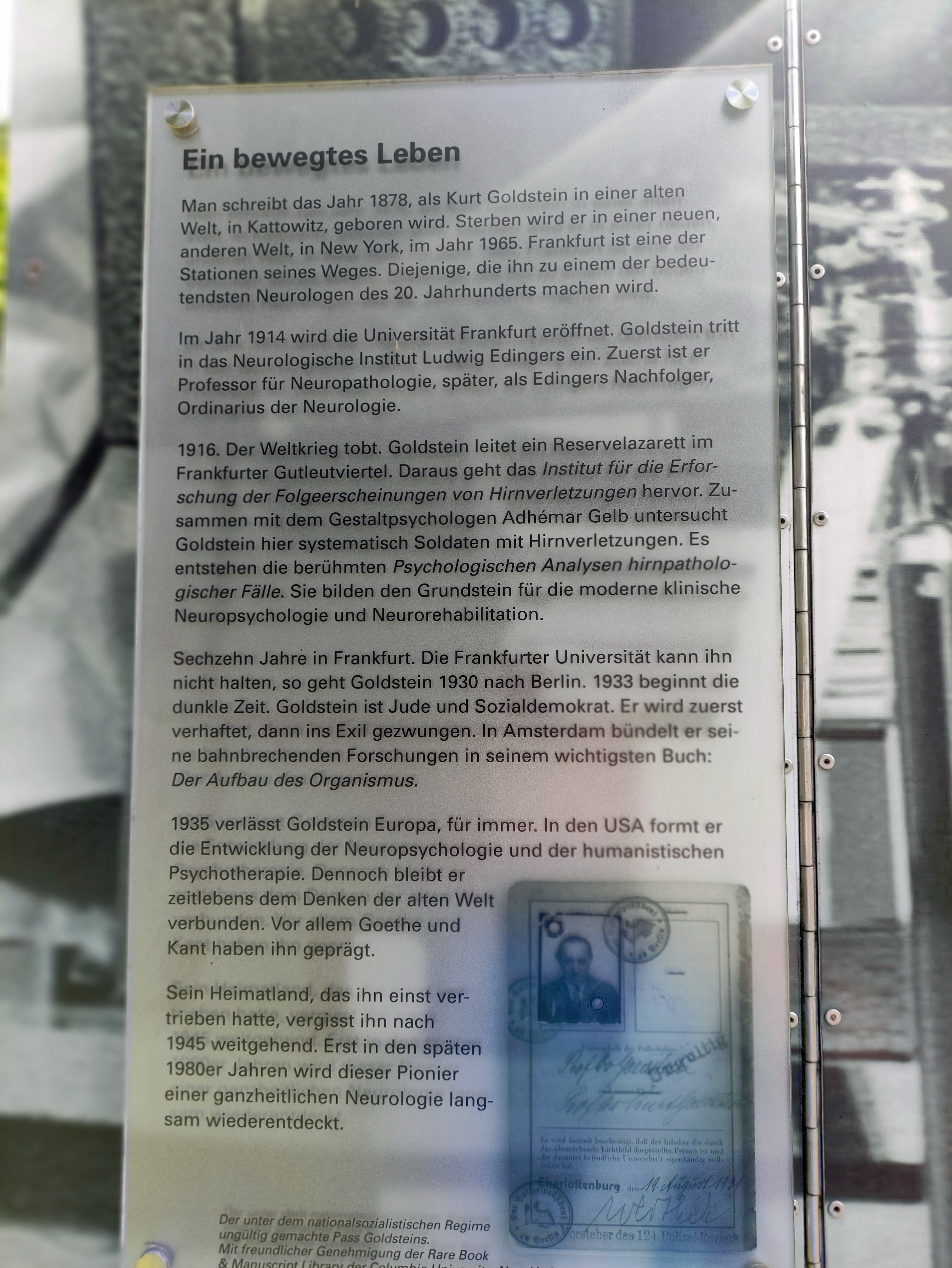
Stele zum Gedenken an Kurt Goldstein
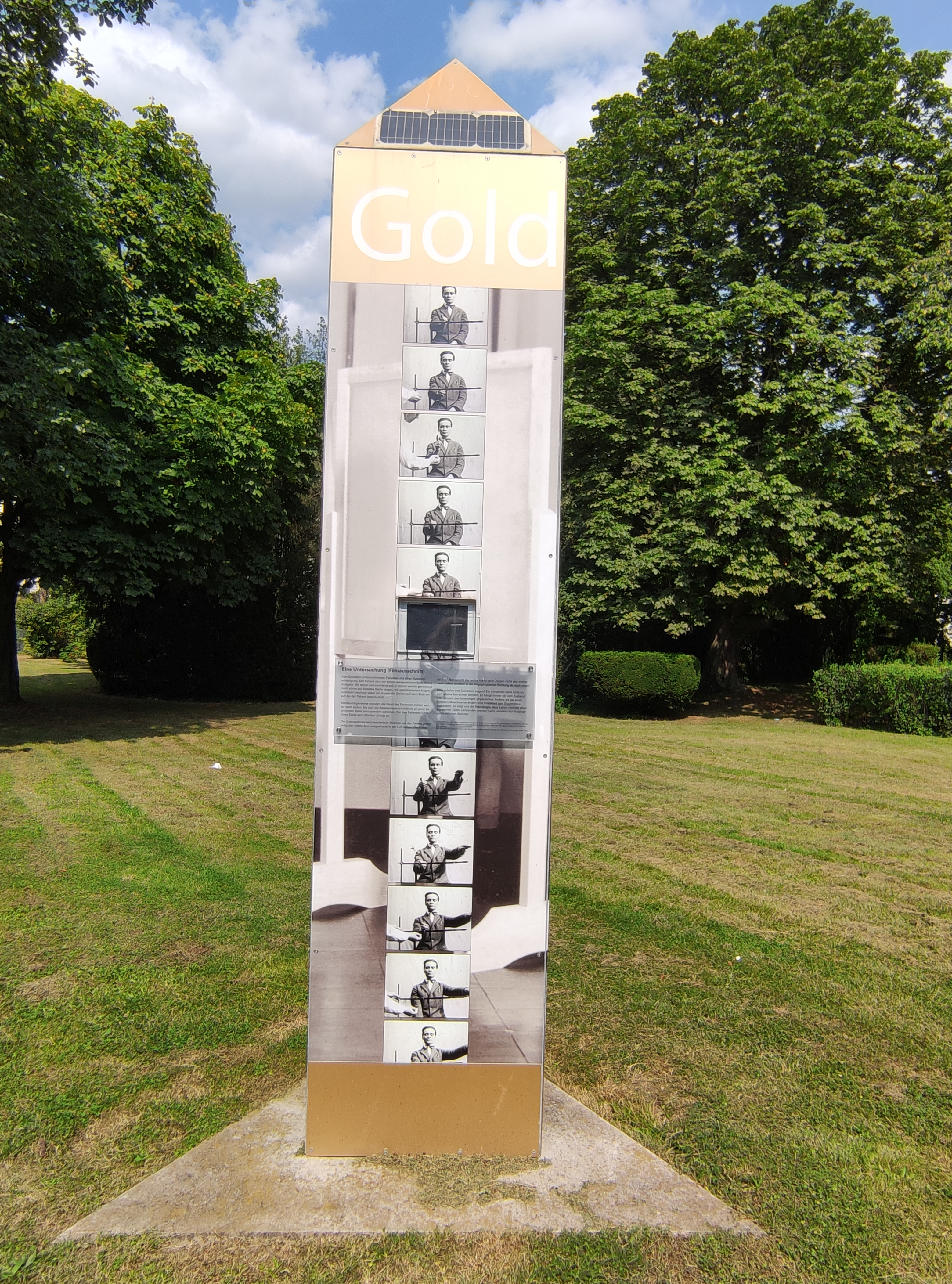
Stele zum Gedenken an Kurt Goldstein
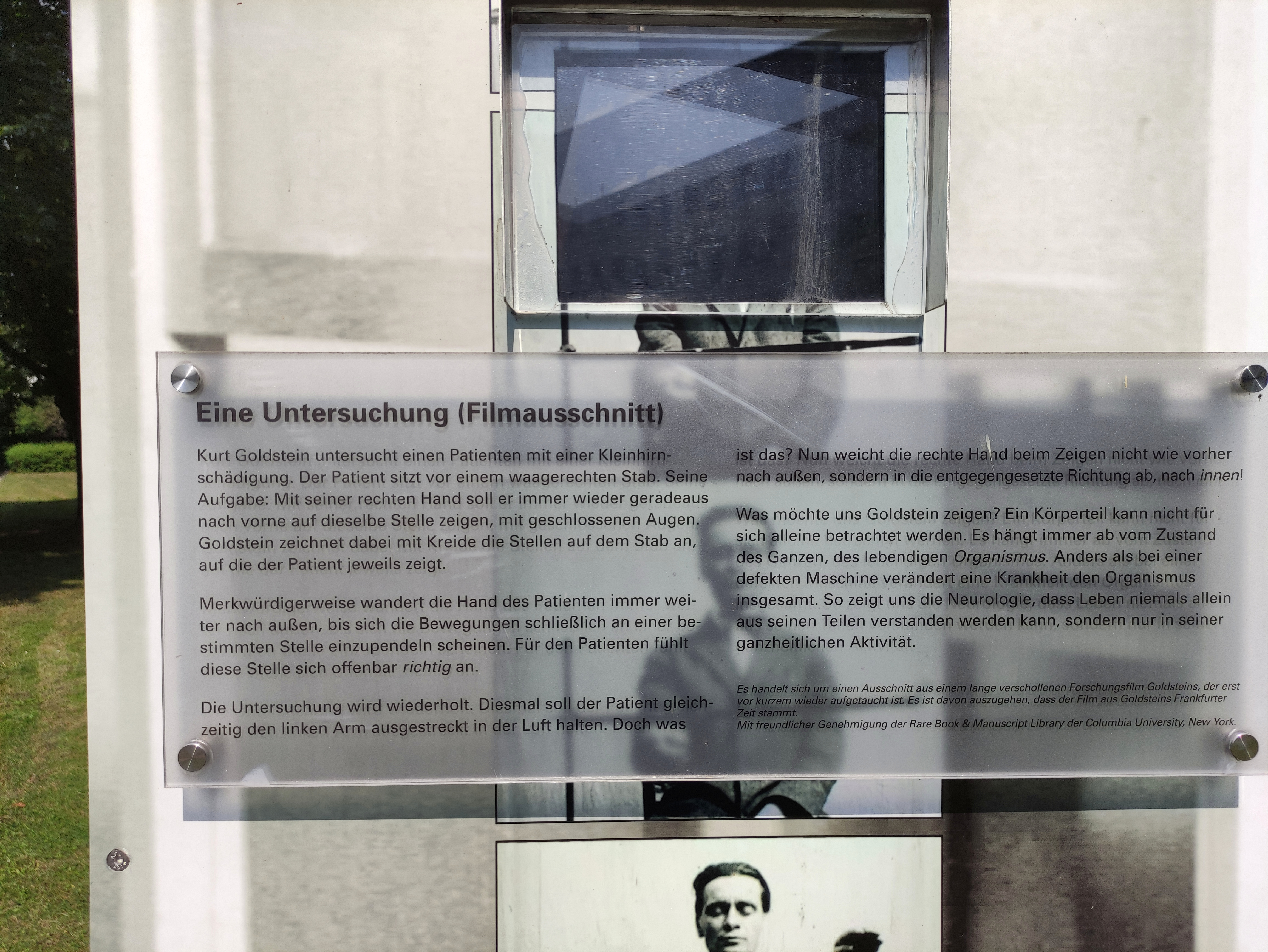
Stele zum Gedenken an Kurt Goldstein
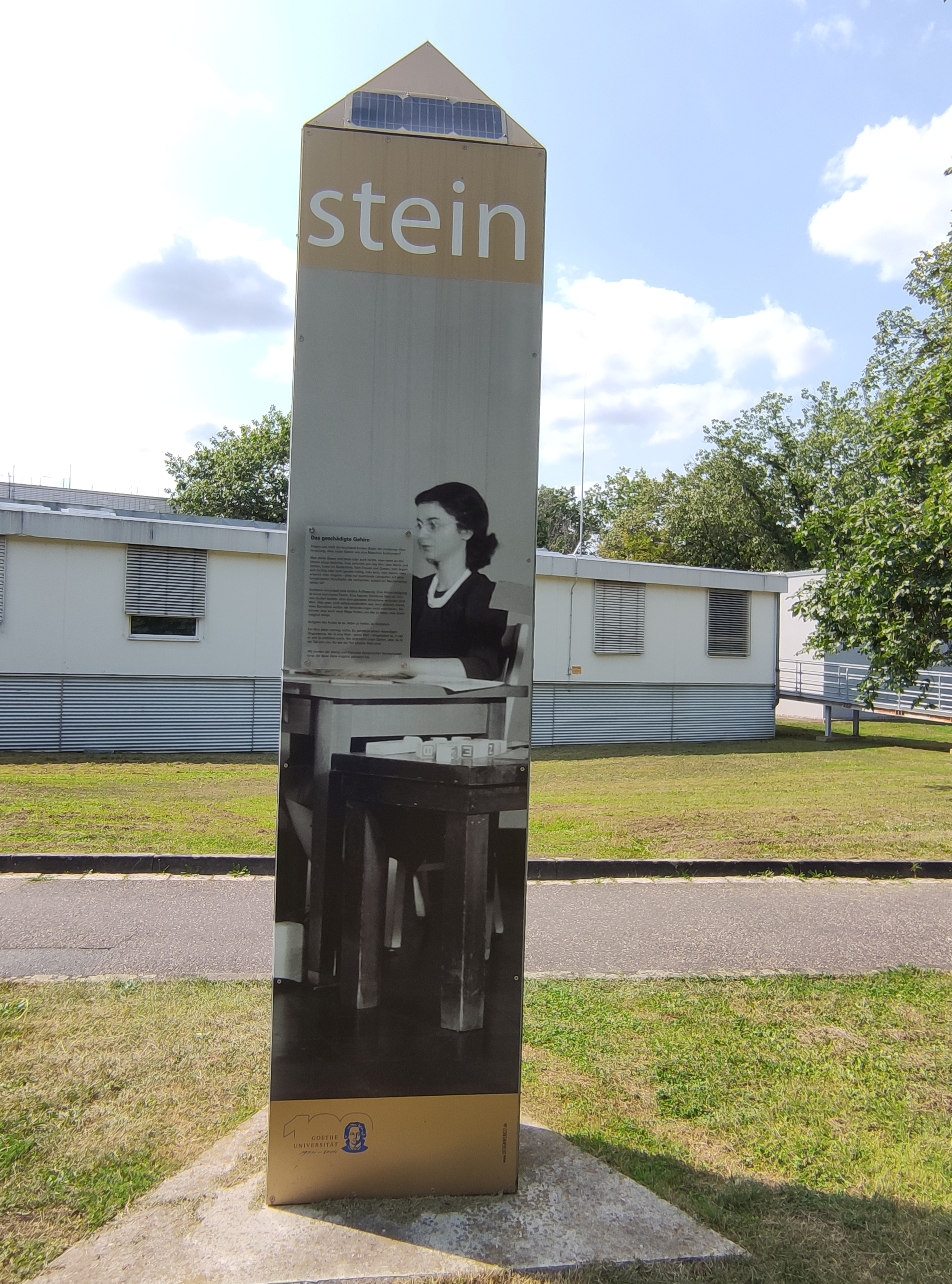
Stele zum Gedenken an Kurt Goldstein
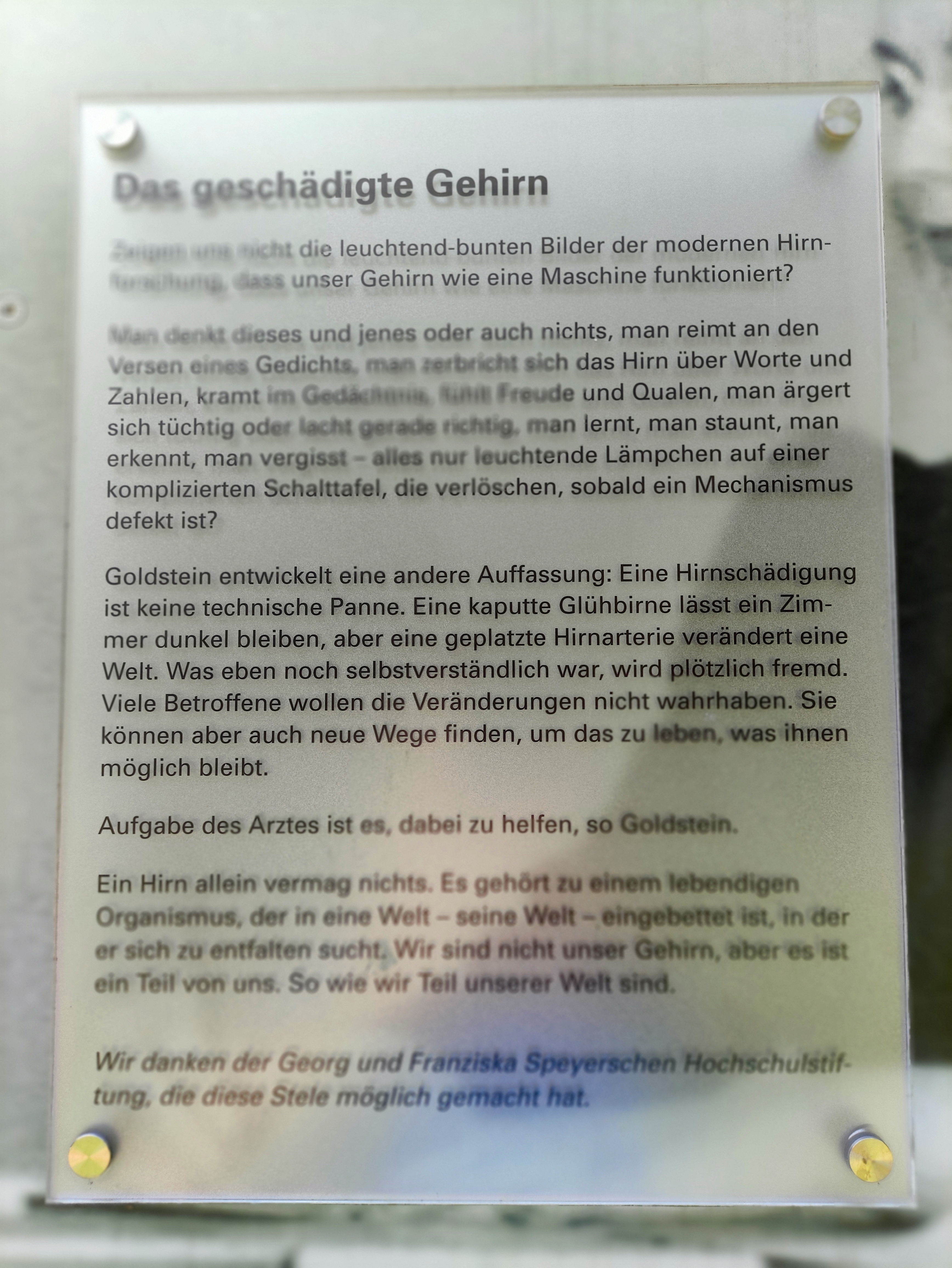
Stele zum Gedenken an Kurt Goldstein

## Schaffen
Sein Hauptwerk trägt den Titel Der Aufbau des Organismus (1934). Sein Lebenswerk war seit seinen frühen gemeinsamen Forschungsarbeiten in Frankfurt und Berlin mit dem Gestaltpsychologen Adhémar Gelb und der Mitherausgeberschaft der Zeitschrift Psychologische Forschung (zusammen mit Max Wertheimer, Wolfgang Köhler und Kurt Koffka) eng mit der Gestaltpsychologie beziehungsweise der Gestalttheorie verbunden. Goldstein gehörte zu den Begründern der Humanistischen Psychologie und war Mitherausgeber des Journal of Humanistic Psychology.
Goldstein war ein früher Kritiker eines ausschließlich an topographischen Hirnkarten orientierten Verständnisses von Hirnfunktionen und räumlich starr lokalisierter Funktionszentren (z. B. Sprachzentrum): In den Symptomen der behandelten Hirnverletzten sah er nicht wie üblich pathologische Ausfälle, sondern er interpretierte sie auch als Versuch des Gesamtorganismus, bei läsionsbedingt reduzierter Gehirnleistung eine neue Balance zu finden. Aufgrund seiner Annahme, dass der Ort einer Gehirnläsion nicht identisch mit dem Ort der Hirnfunktion ist (er führte dabei Erkenntnisse des Hirnforschers Constantin von Monakow weiter), ergeben sich völlig neue Ansätze zur psychologischen Analyse und zur Behandlung hirnverletzter Menschen. Letztlich haben sie zur Begründung der Neuropsychologie als einer neuen wissenschaftlichen Disziplin einen entscheidenden Beitrag geleistet. Die Aktualität des ganzheitlichen Ansatzes von Goldstein wird auch durch die Neuauflage seines Hauptwerks in englischer Sprache mit einer Einleitung von Oliver Sacks dokumentiert.
In seinem Hauptwerk forderte Goldstein eine ganzheitliche Methode der Erforschung der Lebensvorgänge und wandte sie selbst auf den Organismus an. Dabei bildeten u. a. das sogenannte organismische Gleichgewicht und die Kritik der behavioristischen Reflexbogentheorie (des einfachen Reiz-Reaktions-Musters), die Schwerpunkte seiner Arbeit. Er stellte fest: „Eine genauere Beobachtung lehrt, dass die auf einen Reiz erfolgende Reaktion nicht nur variieren kann, sondern dass der Vorgang sich nie in der isolierten Reaktion erschöpft, dass vielmehr immer in verschiedener Weise weitere Gebiete, ja der ganze Organismus an der Reaktion beteiligt sind.“ Über die Selbstregulation des Organismus in der Auseinandersetzung mit der Umwelt sagte er u. a.: Für den Organismus besteht die Notwendigkeit, dass „jede, durch die Umweltreize gesetzte Veränderung des Organismus in einer bestimmten Zeit sich wieder ausgleicht, so dass der Organismus wieder in jenen ‚mittleren‘ Zustand der Erregung, der seinem Wesen entspricht, diesem ‚adäquat‘ ist, zurückgelangt.“ Von besonderer Bedeutung ist hier, dass Goldstein den Ausgleich nicht als Rückkehr zu einem „Nullpunkt“, also zu einem Gleichgewicht in Form einer „Entspannung“, versteht, sondern von einem „mittleren“ Erregungszustand als „Normal“zustand ausgeht.
Goldstein gilt als einer der Pioniere des Konzepts der Selbstverwirklichung. Er spricht schon 1934 von einem Bestreben des Organismus, seine Eigenart zu verwirklichen bzw. in seinem Milieu den Aufgaben gerecht zu werden, vor die ihn dieses stellt. „Gute Gestalt“ bedeutet für ihn die spezifische Form der Auseinandersetzung von Organismus und Welt, in der der Organismus sich am besten seinem Wesen entsprechend verwirklicht. Unter „Wesen“ versteht Goldstein die dem Organismus zugehörigen Eigentümlichkeiten seiner Individualität und die „Aufrechterhaltung der relativen Konstanz des Organismus“. Später, in seinen englischsprachigen Schriften, erhält diese Tendenz die Bezeichnung „self-actualization“, ins Deutsche übernommen als „Selbstaktualisierung“.
Goldstein beteiligte sich im Exil an der durch Max Horkheimer und Erich Fromm initiierten multidisziplinären Erforschung des autoritären Charakters.

## Schriften
- Über die Behandlung der „monosymptomatischen“ Hysterie bei Soldaten. In: Neurologisches Zentralblatt. Band 35, 1916, S. 842–852.
- als Hrsg. mit Adhémar Gelb: Psychologische Analysen hirnpathologischer Fälle aufgrund von Untersuchungen Hirnverletzter. Band 1. Springer, Berlin 1918.
- Die Behandlung, Fürsorge und Begutachtung der Hirnverletzten. 1919.
- Selected Papers / Ausgewählte Schriften. Hrsg. von Aron Gurwitsch, Else M. Goldstein Haudek und William E. Haudek. Mit einer Einleitung von Aron Gurwitsch. Nijhoff, Den Haag 1971; enthält u. a.
  - Das Symptom, seine Entstehung und Bedeutung für unsere Auffassung vom Bau und von der Funktion des Nervensystems (1925), S. 126–153
  - Über Aphasie (1927), S. 154–230
  - Zum Problem der Angst (1927), S. 231–262.
- Der Aufbau des Organismus. Einführung in die Biologie unter besonderer Berücksichtigung der Erfahrungen am kranken Menschen. Nijhoff, Den Haag 1934; fotomechanischer Nachdruck ebenda 1963; Neuausgabe, hrsg. von Thomas Hoffmann und Frank W. Stahnisch, mit einem Vorwort von Bernhard Waldenfels und einem Geleitwort von Anne Harrington. Fink Verlag, Paderborn 2014, ISBN 978-3-7705-5281-8. Übersetzung ins Englische: The organism. A holistic approach to biology derived from pathological data in man. Vorwort von Karl S. Lashley. American Book Company, New York 1939; Neuausgabe mit einem Vorwort von Oliver Sacks. Zone Books, New York 1995, ISBN 0-942299-96-5.
- Human Nature in the Light of Psychopathology. Harvard University Press, Cambridge 1940 (2. Aufl. Schocken, New York 1947; Neuauflage Scholar’s Choice Edition 2015, ISBN 978-1-298-02405-3).
- mit Martin Scheerer: Abstract and Concrete Behavior. An Experimental Study With Special Tests. In: Psychological Monographs. Band 53, 1941, Heft 2, S. 1–151.
- mit Eugenia Hanfmann und M. Rickers-Ovsiankina: Case Lanuti: Extreme Concretization of Behavior Due to Damage of the Brain Cortex. In: Psychological Monographs. Band 57, 1944, Heft 4, S. 1–72.
- mit Martin Scheerer und Eva Rothmann: A Case of “Idiot Savant”: An Experimental Study of Personality Organization. In: Psychological Monographs. Band 58, 1945, Heft 4, S. 1–63.
- Language and Language Disturbances: Aphasic Symptom Complexes and Their Significance for Medicine and Theory of Language. New York: Grune & Stratton, 1948.